# سیارک ۱۲۳۴۱
سیارک ۱۲۳۴۱ (به انگلیسی: 12341 Calevoet، نامگذاری:1993BN4) دوازده هزار و سیصد و چهل و یکمین سیارک کشف شده‌است که در ۲۷ ژانویه ۱۹۹۳ کشف شد.
قدر مطلق سیارک برابر ۱۴.۸ است.